# American Crime Story
American Crime Story är en amerikansk TV-serie utvecklad av Scott Alexander och Larry Karaszewski. Serien hade premiär 2 februari 2016 på FX.
Serien är en antologi, och säsongerna är fristående från varandra. Säsong 1 med den svenska titeln Fallet O.J. Simpson handlar om O.J. Simpsons mordrättegång och säsong 2 med den svenska titeln Mordet på Gianni Versace handlar om seriemördaren Andrew Cunanan. Den tredje säsongen, med rubriken Impeachment, skildrar Lewinsky-affären. Den hade premiär den 7 september 2021.

## Säsonger

### Fallet O.J. Simpson(2016)
Baserat på Jeffrey Toobins The Run of His Life: The People v. O. J. Simpson utforskar säsongen O. J. Simpson (Cuba Gooding Jr.) mordfall.
Säsongen har också skådespelarna Sterling K. Brown som Christopher Darden, Kenneth Choi som Lance Ito, Bruce Greenwood som Gil Garcetti, Nathan Lane som F. Lee Bailey, Sarah Paulson som Marcia Clark, David Schwimmer som Robert Kardashian, John Travolta som Robert Shapiro och Courtney B. Vance som Johnnie Cochran.

### Mordet på Gianni Versace(2018)
Baserat på Maureen Orths Vulgar Favors: Andrew Cunanan, Gianni Versace, and the Largest Failed Manhunt in U.S. History undersöker säsongen mordet i juli 1997 på den legendariska modedesignern Gianni Versace (Édgar Ramírez) av den sociopatiska massmördaren Andrew Cunanan (Darren Criss).
Säsongen har också skådespelarna Ricky Martin som Antonio D'Amico och Penélope Cruz som Donatella Versace.

### Impeachment(2021)
Lewinsky-affären kommer att fungera som grund för den tredje säsongen av serien, Impeachment.
Säsongen har skådespelarna Sarah Paulson som Linda Tripp, Beanie Feldstein som Monica Lewinsky, Clive Owen som Bill Clinton, Edie Falco som Hillary Clinton och Annaleigh Ashford som Paula Jones. Säsongen hade premiär den 7 september 2021.